# Juan Emilio O'Leary
Juan Emiliano O'Leary è un centro abitato del Paraguay, nel Dipartimento dell'Alto Paraná. Forma uno dei 20 distretti del dipartimento.

## Popolazione
Al censimento del 2002 Itakyry contava una popolazione urbana di 2.926 abitanti (16.367 nel distretto).

## Caratteristiche
Conosciuta anticamente con il nome di Cheirocué, la località è stata elevata al rango di distretto nel 1968.